# Markham (Illinois)
Markham es una ciudad ubicada en el condado de Cook en el estado estadounidense de Illinois. En el Censo de 2010 tenía una población de 12508 habitantes y una densidad poblacional de 909,83 personas por km².

## Geografía
Markham se encuentra ubicada en las coordenadas 41°36′0″N 87°41′27″O / 41.60000, -87.69083. Según la Oficina del Censo de los Estados Unidos, Markham tiene una superficie total de 13.75 km², de la cual 13.75 km² corresponden a tierra firme y (0%) 0 km² es agua.

## Demografía
Según el censo de 2010, había 12508 personas residiendo en Markham. La densidad de población era de 909,83 hab./km². De los 12508 habitantes, Markham estaba compuesto por el 12.74% blancos, el 80.98% eran afroamericanos, el 0.21% eran amerindios, el 0.68% eran asiáticos, el 0.06% eran isleños del Pacífico, el 3.23% eran de otras razas y el 2.09% pertenecían a dos o más razas. Del total de la población el 6.69% eran hispanos o latinos de cualquier raza.

## Educación
El Distrito Escolar Posen-Robbins 143½ sirve una parte de Markham.